# Juan Carlos Onetti
Juan Carlos Onetti (1. července 1909 Montevideo, Uruguay – 30. května 1994 Madrid, Španělsko) byl uruguayský spisovatel, nositel ceny Premio Cervantes.
Jeho nejznámějšími díly jsou La vida breve (1950), La cara de la desgracia (1960) a Dejemos hablar al viento (1979).